# Bibliographie Wittgenstein

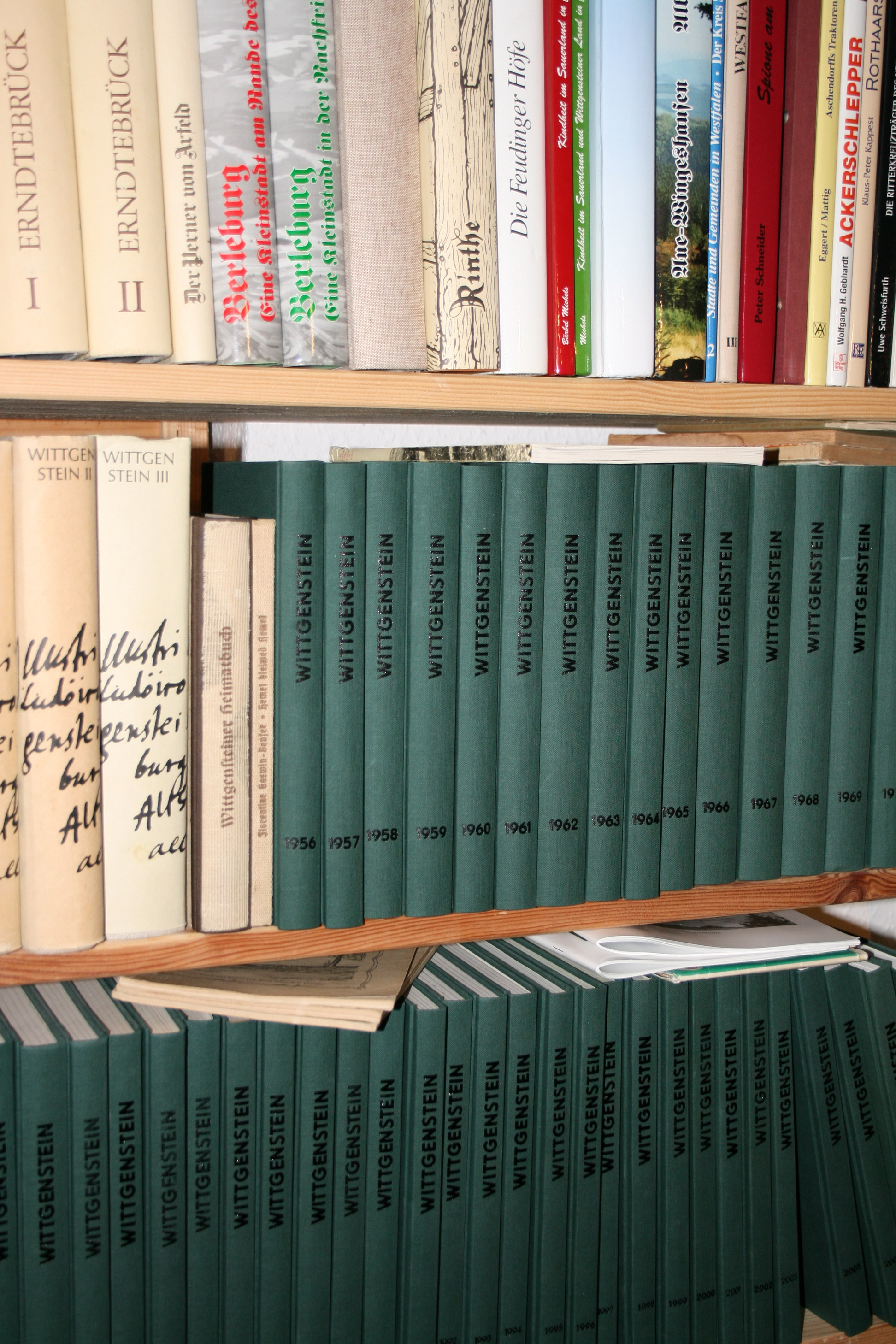
Sammlung Wittgensteiner Regionalliteratur

Die Bibliografie Wittgenstein ist eine Regionalbibliografie. Sie erfasst mit dem Ziel der Vollständigkeit die landeskundliche Literatur über die Region Wittgenstein, das Wittgensteiner Land oder einfach „Wittgenstein“. Der geografische Sammlungsbereich orientiert sich im Wesentlichen an den Grenzen des ehemaligen Landkreises Wittgenstein. Er umfasst die heutigen Gemeinden Bad Berleburg, Bad Laasphe und Erndtebrück, aber auch die „Höhendörfer“ Hoheleye, Mollseifen, Neuastenberg und Langewiese, die seit 1975 zu Winterberg gehören.
1971 bearbeitete Eberhard Bauer erstmals eine Bibliografie der Zeitschrift Wittgenstein. Blätter des Wittgensteiner Heimatvereins e. V. für die Jahre 1956 bis 1971.  Die fortlaufend ergänzte und erweiterte  Bibliografie zur Wittgensteiner Territorialgeschichte – Bibliographie Wittgenstein erschien seitdem  gedruckt in fünf Auflagen, zuletzt 2019.
- 1. Auflage, Laasphe 1971, 34 Seiten
- 2. Auflage, Bad Laasphe 1987, 194 Seiten
- 3. Auflage, Bad Laasphe 1999, 189 Seiten
- 4. Auflage, Bad Laasphe 2009, 240 Seiten
- 5. Auflage, Bad Laasphe 2019, 471 Seiten

Die ersten Auflagen der Bibliografie sind unter dem Titel „Landeskundliche Beiträge aus Wittgenstein – Eine Bibliographie“ erschienen, die 5. Auflage erschien 2019 unter dem neuen Titel: Bibliografie zur Wittgensteiner Territorialgeschichte – „Bibliografie Wittgenstein“. Grundlage der Sammlung sind die Publikationen des Wittgensteiner Heimatvereins e.V., insbesondere die seit 1956 periodisch erscheinende Zeitschrift Wittgenstein. Blätter des Wittgensteiner Heimatvereins e.V. Darüber hinaus viele Sammelwerke (Dorf- und Heimatbücher), Dissertationen, Examens- oder Diplomarbeiten sowie Festschriften von Vereinen oder Firmen. Viele der genannten Werke befinden sich in der Bibliothek des Wittgensteiner Heimatvereins in Bad Berleburg.
Im Mai 2024 übernahm der Vorstand des Wittgensteiner Heimatvereins e.V. die weitere Pflege und Aktualisierung der Bibliografie und publiziert sie über die eigene Homepage zum kostenlosen Download.